# Obrium californicum
Obrium californicum là một loài bọ cánh cứng trong họ Cerambycidae.